# 長成連
長 成連（ちょう なりつら、天保15年10月22日（1844年12月1日） - 明治12年（1879年）9月20日）は、加賀藩年寄。加賀八家長家第11代当主。
父は加賀藩年寄長連弘。母は側室小西氏。正室は本多政均の娘・寛。子は長克連。初名は連賢。通称雅楽介、九郎左衛門、九郎。

## 生涯
天保15年（1844年）10月22日、加賀藩年寄長連弘の次男として生まれる。男子のいない兄長連恭の養子となり、明治元年（1868年）5月に家督相続する。藩兵を率いて京都大宮御所を守護する。明治2年（1869年）、金沢藩少参事となる。同年10月、自邸を藩に提供して金沢藩庁とする。明治6年（1873年）、皇居（江戸城西の丸御殿）炎上の際に、政府に金100円を献じた。明治10年（1877年）、西南戦争の際に、綿糸200反を政府に献じた。明治12年（1879年）9月20日死去。享年36。家督は嫡男克連が相続し、明治33年（1900年）に男爵に叙された。